# Waisea Luveniyali
Pas d'image ? Cliquez ici

a Compétitions nationales et continentales officielles uniquement.

b Matchs officiels uniquement.
Dernière mise à jour le 6 mars 2018.
Waisea Sedre Luveniyali, né le 23 juillet 1985 à Suva dans l'île de Viti Levu (Fidji), est un joueur de rugby à XV international fidjien. Il évolue au poste de demi d'ouverture.

## Carrière

### En club
- ????-???? : Airport, Nadi
- 2007 : Crusaders (Colonial Cup)
- 2007-2008 :  Fiji Warriors (Pacific Rugby Cup)
- 2008-2010 : Harlequins
- 2010-2011 : London Welsh
- 2012-2013 : Newcastle Falcons

### En équipe nationale
Il a eu sa première cape internationale le 16 juin 2007, à l'occasion d’un match contre l'équipe des Tonga.

## Palmarès

### En club
Néant

### En équipe nationale
Waisea Luveniyali compte 18 sélections entre le 16 juin 2007, à l'occasion d'un match contre l'équipe des Tonga et le 30 novembre 2013 contre les Barbarians. Il inscrit 23 points, trois pénalités et sept transformations. Il dispute deux rencontres en 2007, quatre en 2008, deux en 2009, un en 2010, sept en 2011 et deux en 2013.
Il participe à deux éditions de la coupe du monde, en 2007  où il joue contre l'Australie et en 2011, jouant face à la Namibie, l'Afrique du Sud et les Samoa.